# Ostercappeln
Ostercappeln település Németországban, azon belül Alsó-Szászország tartományban. Lakosainak száma 10 208 fő (2023. december 31.). Ostercappeln Neuenkirchen-Vörden, Bohmte, Bramsche, Belm, Bad Essen és Bissendorf községekkel határos.

## Népesség
A település népességének változása:
| Lakosok száma | 9631 | 9628 | 9688 | 9890 | 10 251 | 10 208 |
|               | 2016 | 2017 | 2019 | 2021 | 2022   | 2023   |